# Rousettus
Pour les articles homonymes, voir Roussette.
Genre
Rousettus est un genre de chauves-souris.
Les espèces du genre Rousetus communément appelés roussette ou renard volant sont les plus grandes chauves-souris et peuvent atteindre 1,5 m d’envergure. Propres aux régions tropicales et subtropicales, elles vivent en colonie, suspendues aux arbres le jour ; le soir elles s’envolent à la recherche de fruits dont elles se nourrissent (régime frugivore), causant parfois de grands dégâts dans les plantations.
Seule l'espèce Rousettus aegyptiacus est présente en Europe.

## Chasse
Les autochtones de l'Océan indien ont consommé les roussettes. Leur viande, au goût légèrement fruité, n'est pas cependant très réputée.

## Liste des espèces
- Rousettus aegyptiacus (E. Geoffroy, 1810) - Roussette d'Égypte
- Rousettus amplexicaudatus (E. Geoffroy, 1810) - Roussette de Geoffroy
- Rousettus angolensis (Bocage, 1898) - Roussette de l'Angola
- Rousettus celebensis (K. Andersen, 1907) - Roussette du Sulawesi
- Rousettus lanosus (Thomas, 1906) - Roussette laineuse
- Rousettus leschenaulti (Desmarest, 1820) - Roussette de Leschenault
- Rousettus madagascariensis (G. Grandidier, 1928) - Roussette de Madagascar
- Rousettus obliviosus (Kock, 1978) - Roussette des Comores
- Rousettus spinalatus (Bergmans et Hill, 1980) - Roussette à dos nu